# SOM (Marschflugkörper)
SOM (Stand-off Mühimmat Seyir Füzesi) ist ein aus der Luft zu startender Hochpräzisions-Marschflugkörper. Er wurde unter der Leitung des Wissenschafts- und Technologieforschungsrates der Türkei (TÜBITAK) entwickelt; erstmals vorgestellt wurde er während der Feierlichkeiten zum 100. Jahrestag der türkischen Luftstreitkräfte am 4. Juni 2011 auf dem Luftwaffenstützpunkt Çiğli in Izmir. Am 9. August 2011 erfolgten Tests mit einer F-4E Phantom.
Entwickelt seit 2006 für die Kampfflugzeuge vom Typ F-4E 2020 und F-16 Block 40, ist der SOM-Marschflugkörper der erste inländische, unbemannte militärische Lenkflugkörper für die Zerstörung sowohl stationärer als auch beweglicher Ziele aus einem Stand-off-Abstand von über 250 Kilometern. Zertifizierungsvorgänge laufen, damit SOM auch von der F-35 eingesetzt werden kann.
Die Turbofan-Triebwerke entstammen der Zusammenarbeit des türkischen Rüstungsunternehmen Kale Aero (ehemals Kale Havacilik) mit US-Rüstungsunternehmen.
Neben der Türkei verwenden die Streitkräfte Aserbaidschans den Marschflugkörper.

## Varianten
TÜBITAK entwickelt SOM in drei verschiedenen Varianten, die auch verschiedene Sprengköpfe tragen können.

## Nutzer
- Aserbaidschan
- Türkei